# Terence Neilson
Terence "Terry" Neilson (Toronto, 2 de novembro de 1958) é um velejador canadense, medalhista olímpico. Ele competiu nos Jogos Olímpicos de Verão de 1984 na classe Finn e conquistou a medalha de bronze. Ele também comandou o Canada II durante a Louis Vuitton Cup de 1987.